# Budmerice
Budmerice jsou obec na Slovensku v okrese Pezinok. Nacházejí se 37 kilometrů východně od Bratislavy v Trnavské pahorkatině. Žije v nich přibližně 2 500 obyvatel.  

## Historie
První písemná zmínka o vesnici pochází z roku 1296. Budmerice, tehdy ještě Pumurich, patřily, stejně jako okolní vesnice Vištuk a Jablonec k panství Červený Kameň. Zdejší obyvatelé se živili vinařstvím a povoznictvím, později též chovem ryb a od 17. století také hrnčířstvím.
Roku 1561 získala obec znak. V 16. století začali noví majitelé Červeného Kamene Pálffyové zakládat v jejím okolí rybníky. V roce 1705 došlo v blízkosti vesnice k bitvě mezi povstaleckým vojskem Františka Rákocziho a císařským vojskem, jež vedl palatin hrabě Jan Bernard Pálffy. Povstalci byli v této bitvě poraženi a vesnice vypálena.
V roce 1888 nechal hrabě Ján Pálffy, pán na Červeném Kameni, velký milovník přírody a myslivosti, zbudovat v polesí Lindava v těsné blízkosti obce lovecký zámek v novogotickém slohu. V roce 1948 vesnice získala jméno Budmerice.

## Přírodní poměry
Ve správním území obce leží přírodní rezervace Lindava a Alúvium Gidry.

## Pamětihodnosti
Nejznámější památkou Budmeric je zámek, jenž dnes slouží jako Dům slovenských spisovatelů. Z církevních staveb ve vsi stojí římskokatolický kostel Povýšení svatého Kříže z roku 1780, postavený původně v gotickém slohu, a kaple zasvěcená Panně Marii Sedmibolestné, kterou dal postavit Rodolf I. Pálffy. Z řady mlýnů se dochoval Silnický mlýn, jenž dnes slouží Ministerstvu školství Slovenské republiky jako středisko pro vzdělávání.

## Rodáci
V Budmericích se narodil slovenský avantgardní básník, prozaik, novinář, překladatel a surrealistický grafik Rudolf Fabry.